# خانه فرخ شیرزاد
خانه فرخ شیرزاد مربوط به دوره معاصر است و در شهرستان فومن، شهرک تاریخی ماسوله واقع شده و این اثر در تاریخ ۲۵ اسفند ۱۳۸۰ با شمارهٔ ثبت ۵۳۳۰ به‌عنوان یکی از آثار ملی ایران به ثبت رسیده است.